# Elpida Grigoriadu
Elpida Grigoriadu (en griego: Ελπίδα Γρηγοριάδου; 24 de agosto de 1981) es una deportista griega que compitió en remo. Ganó una medalla de bronce en el Campeonato Mundial de Remo de 2003, en la prueba de dos sin timonel ligero.

## Palmarés internacional
| Campeonato Mundial | Campeonato Mundial | Campeonato Mundial | Campeonato Mundial     |
| Año                | Lugar              | Medalla            | Prueba                 |
| ------------------ | ------------------ | ------------------ | ---------------------- |
| 2003               | Milán (Italia)     | Medalla de bronce  | Dos sin timonel ligero |